# Шалыгинский заказник
«Шалыгинский заказник» (укр. Шалигинський заказник) — ландшафтный заказник общегосударственного значения, расположенный на территории Глуховского района (Сумская область, Украина).
Площадь — 2 868,1 га.

## История
Заказник был создан Постановлением Совета министров УССР от 28 октября 1974 года № 500.

## Описание
Природоохранный объект создан с целью охраны поймы реки Клевень и её притоки Обеста и лесных массивов (урочища Монастырское, Кубовое, Бор) на их надпойменных террасах. Заказник занимает квадраты 1-14, 16-25, 26 (участки 3-5, 11-12), 27-42, 66 (уч. 5-31), 69 (уч. 1-17, 20-25), 70 (уч. 1-26), 79 (уч. 15-16), 80 (уч. 25-26) Шалыгинского лесничества на территории Сосновского и Стариковского сельсоветов и Шалыгинского поселкового совета — севернее пгт Шалыгино до села Сосновка и государственной границы с Россией. В состав заказника были включены земли Глуховского гослесхоза 2 505 га, совхоза Победа 41 га, совхоза Дружба 427 га, совхоза им. Иллича 635 га, Глуховского торфопредприятия 106 га.
Ближайший населённый пункт — пгт Шалыгино, город — Глухов.

## Природа
Поймы рек на территории заказника заняты лугами, болотами и лесами. Растительность заказника представлена широколиственными лесами. Доминирующие лесные породы дуб и клён, встречаются липа, сосна, ольха, берёза. Травяной ярус лесов представлен видами сныть обыкновенная, ландыш майский, звездчатка ланцетовидная и осока волосистая. Здесь произрастают краснокнижные лилия кудреватая, любка двулистная, гнездовка настоящая, дремлик тёмно-красный, дремлик зимовниковый. Кроме того встречаются лекарственные и регионально редкие растения.
В заказнике обитают лось, косуля европейская, свинья дикая, ондатра, выдра речная. Является местом гнездования для множества водоплавающих и лесных птиц.